# Not Like That
"Not Like That" (рус. Не такая) – это песня Эшли Тисдейл. Песня стала синглом на её альбоме 2007 года Headstrong. Сингл был выпущен в Европе 25 января 2008. У сингла не было официального релиза в США или Канаде.

## Информация о песне
В песне включен вокал Джесси. В интервью MTV в марте 2007 Тисдейл сказала, что песня будет третьим синглом с альбома. Тисдейл упомянула также, что песня о том, как люди:

...часто видят гламурную сторону этой карьеры. … По правде говоря, это не так, я «простая соседка». Всегда есть кто-то, кто любит или ненавидит тебя, ты просто обязан быть толстокожим. — MTV

## Отзывы критика
Джейми Росс из Arizona Daily Wildcat сказал:

Тисдейл попала в правильную ноту с песней не-от-мира-сего "Not Like That". В быстроритмчиной песне присутствуют хлопающие удары, поэзию белой девушки и лирику каждой девушки, которая хоть раз была в клубе можноотнести к : «Все девчонки в клубе таращатся на меня,/По их взгляду становится ясно, что они хотят быть, как я:/Быть такой же горячей, горячей, горячей./Но это не так, не так, не так.»

## Клип
Клип просочился 2 октября 2007 года. Это вторая часть DVD Кое-что об Эшли. Во начале клипа присутствует сестра Тисдейл Дженнифер Тисдейл. Видео начинается с того, что Тисдейл читает журнал, который ей дал друг. На обложке журнала написано об Эшли. Далее она поет в своей комнате, на работе – снимаясь в рекламе – и в журнале. В эпизодических ролях появились Джош Хендерсон, Скотт Спир, и Джаред Мурилло.

## Список композиций
Макси CD-сингл
1. "Not Like That" (Альбомная версия) – 3:01
2. "He Said She Said" (Jack D. Elliot Remix) – 3:05
3. "Be Good to Me" (Jack D. Elliot Remix) – 6:17
4. "Not Like That" (Клип) – 3:10

## Чарты
| Чарт (2008)                     | Наивысшая позиция |
| ------------------------------- | ----------------- |
| Austrian Singles Chart          | 31                |
| Czech Singles Chart             | 52                |
| Eurochart Hot 100 Singles       | 68                |
| German Singles Chart            | 20                |
| Swiss Music Charts              | 27                |
| Brasil Hot 100 Singles & Tracks | 75                |

## Авторы и технический состав
- Вокал – Эшли Тисдейл
- Продюсер – Твин
- Вокальный продюсер – Твин
- Писатели – Эшли Тисдейл, Дэвид Джэсси, Николас Молиндер, Пелл Анкарберг, Йоаким Персон
- Звуооператор и дополнительное программирование – Алан Мэйсон
- Бэк-вокал – Виктория Сэндсторм